# سیارک ۲۱۸۹۰۰
سیارک ۲۱۸۹۰۰ (به انگلیسی: 218900 Gabybuchholz، نامگذاری:2007EO9) دویست و هجده هزار و نهصدمین سیارک کشف شده‌است که در ۸ مارس ۲۰۰۷ کشف شد.